# 達達卡利夫卡
50°9′44″N 34°17′15″E / 50.16222°N 34.28750°E
達達卡利夫卡（烏克蘭語：Дадакалівка），是烏克蘭中部的村莊，隸屬波爾塔瓦州的波爾塔瓦區。該村分別距離弗拉西夫卡1公里和特羅亞尼夫卡2公里，面積0.78平方公里，海拔高度100米，2001年人口26。